# Moyock
Moyock (/ˈmoʊjɒk/) ist eine Ansiedlung auf gemeindefreiem Land und ein Census-designated place (CDP) im Currituck County im US-Bundesstaat North Carolina. Der Name kommt ursprünglich aus einer indigenen Sprache und hat die Bedeutung „der Ort der Eiche auf einem Pfad.“ Laut der Volkszählung von 2020 hatte die Gemeinde 5.154 Einwohner.

## Geografie
Moyock befindet sich am Northwest River direkt südlich der Staatsgrenze zu Virginia. Der  North Carolina Highway 168 verläuft von Norfolk, Virginia kommend durch die Gemeinde und führt 11 Meilen (18 km) in südöstlicher Richtung weiter nach Currituck, dem County Seat. Moyock liegt am Ende der Chesapeake Expressway Mautstraße und nur 25 Meilen (40 km) südlich des Stadtzentrums von Norfolk, ebenso in der Nähe von Elizabeth City und den Outer Banks. Aus diesem Grund gibt es einen Anstieg der Wohnentwicklung.

## Geschichte
Laut der Überlieferung war Moyock ein Indianerdorf derjenigen, die das Kanu und einen Fluss als Haupttransportmittel benutzten. Um 1800 entstand ein Umschlagplatz  für den Transport von Zypressenplatten, weshalb dieser Ort auch als „Shingle Landing“ bekannt ist. Dies war auch der offizielle Name für die Gemeinde, bis 1857 ein Postamt errichtet und „Moyock“ offiziell festgelegt wurde.